# San Zeno (Arezzo)
San Zeno is een plaats (frazione) in de Italiaanse gemeente Arezzo.